# Altalena

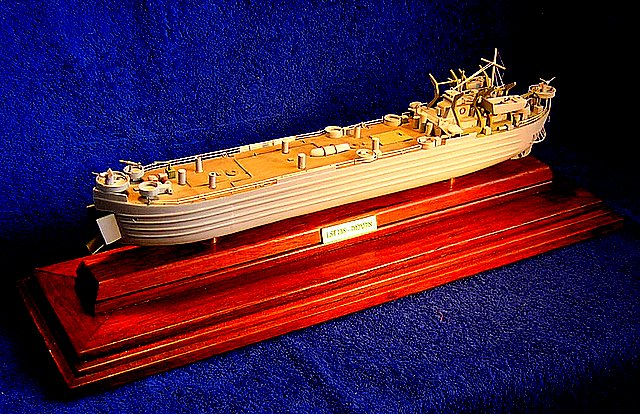
Model Altaleny

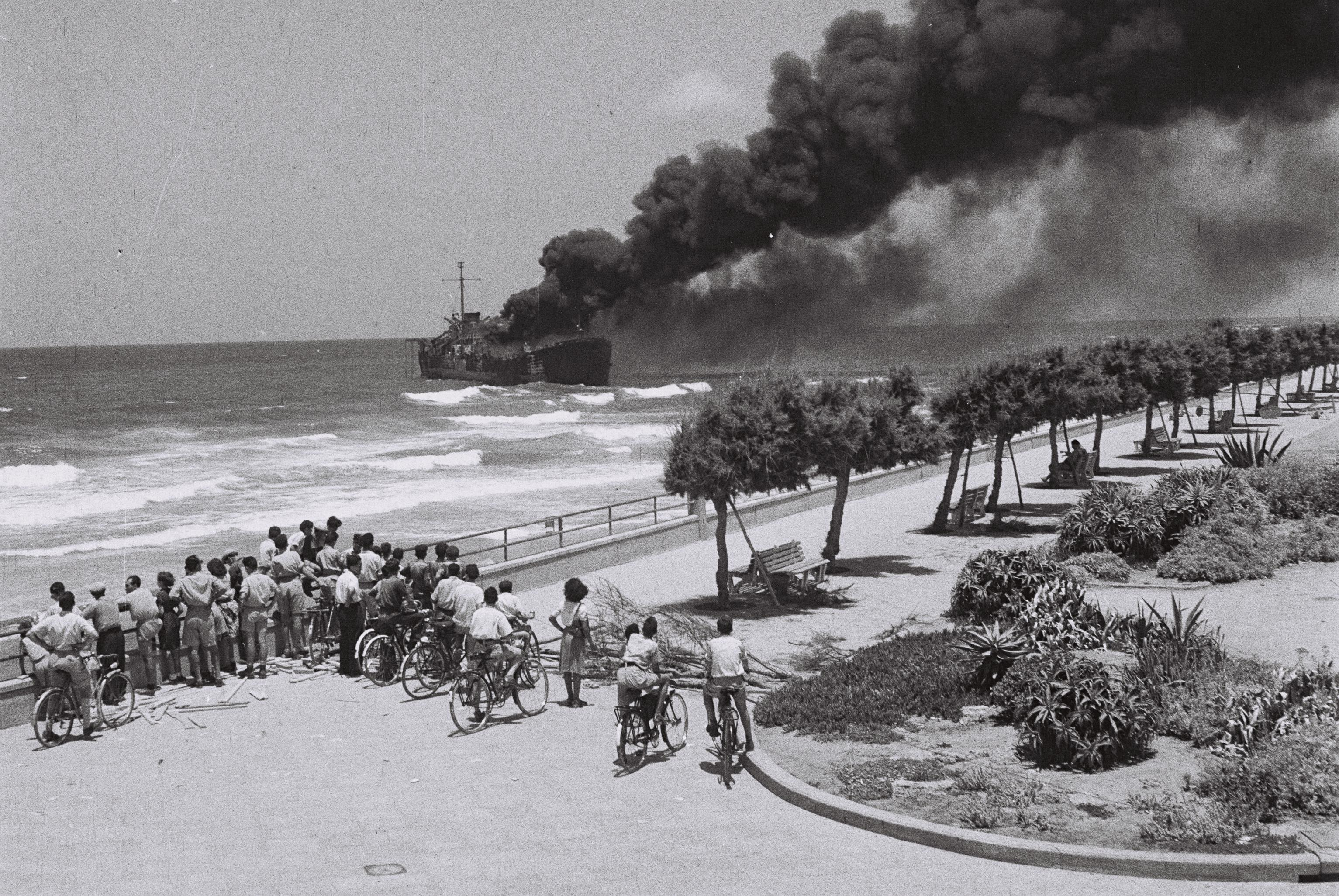
Hořící a potápějící se Altalena u telavivského pobřeží

Altalena (hebrejsky: אלטלנה) bylo americké vyloďovací plavidlo typu LST, které převáželo zbraně a munici pro polovojenskou židovskou jednotku Irgun z francouzského Marseille do Tel Avivu, kde mělo 20. června 1948, během války o nezávislost, přistát. Mimo jiné převážela také evropské a severoafrické uprchlíky. Na rozkaz Davida Ben Guriona byla loď potopena.

## Pozadí

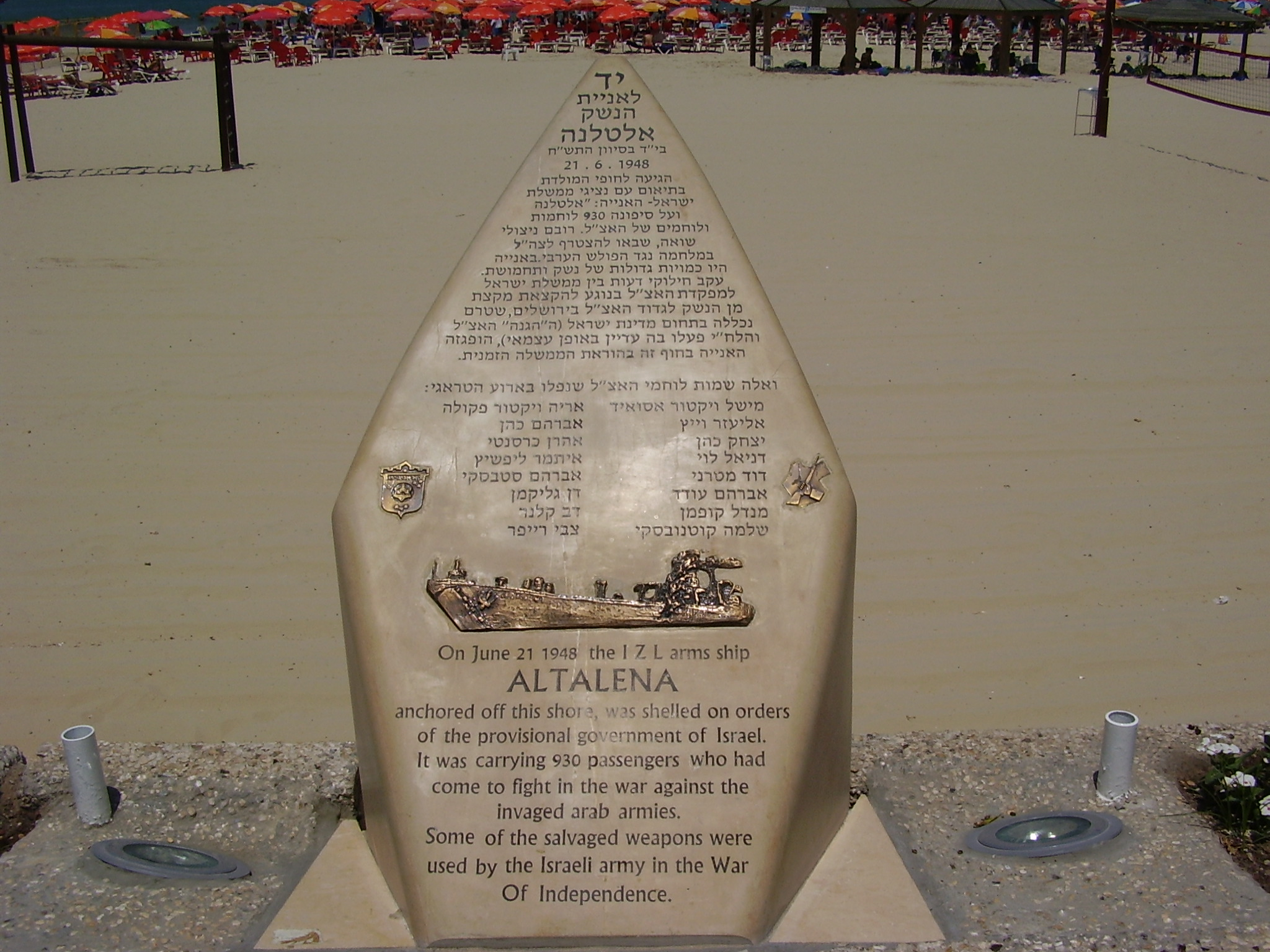
Pomník na telavivské pláži

Během příměří při válce o nezávislost se snažili Židé i přes zbrojní embargo sehnat zbraně. Irgun měl tyto snahy ve Francii, kde se mu podařilo zakoupit americké vyloďovací plavidlo typu LST (landing ship-tank). Loď nechal ukotvit poblíž Marseille, kde se na ni nalodilo asi 500 uprchlíků z Evropy a severní Afriky. Současně bylo na loď naloženo 5000 pušek, 450 kulometů a miliony nábojů, které získal od premiéra Bidaulta zdarma. Loď, která byla pojmenována Altalena (podle pseudonymu Vladimira Žabotinského), pak 29. května 1948 vyplula. Během cesty vstoupila v platnost dohoda o příměří. I přes tuto dohodu Ben Gurion schválil, aby Altalena přistála 20. června v Tel Avivu.
Problém vyvstal, když Irgun oznámil, že 20 % zbraní připadne jeho jednotkám. To Ben Gurion odmítl jako porušení suverenity izraelské vlády. Mezi armádou a Irgunem došlo k přestřelce, když chtěl kapitán přistát u pláže v Tel Avivu. Boj trval několik hodin a poté byla Altalena potopena. Při incidentu bylo zabito šestnáct bojovníků Ecelu a tři vojáci Hagany.
Izraelci nikdy nebyli tak blízko občanské války. Potopení Altaleny nakonec vedlo k upevnění pozice Ben Guriona, který prosadil i přes silný nesouhlas transformaci Hagany a Palmach v regulérní armádu, která měla na konci příměří 60 000 mužů. O dělu, které ostřelovalo Altalenu a zapálilo ji, později Ben Gurion prohlásil:
| „                  | Budiž to dělo požehnáno,… Až znovu postavíme Chrám, bude stát vedle jeho hlavní brány. | “ |
| — David Ben Gurion |                                                                                        |   |